# Phan Rí Cửa
Phan Rí Cửa là một thị trấn ven biển thuộc huyện Tuy Phong, tỉnh Bình Thuận, Việt Nam.

## Địa lý
Thị trấn Phan Rí Cửa nằm ngay cửa sông Lũy, phía nam huyện Tuy Phong, có vị trí địa lý:
- Phía đông giáp xã Hòa Minh và biển Đông (vịnh Phan Rí)
- Phía tây giáp huyện Bắc Bình
- Phía nam giáp vịnh Phan Rí
- Phía bắc giáp xã Hòa Minh và huyện Bắc Bình.

Thị trấn Phan Rí Cửa có diện tích 14,94 km², dân số năm 2018 là 45.805 người, mật độ dân số đạt 3.066 người/km².
Về mặt đường bộ có Quốc lộ 1, đường sắt Bắc - Nam, ga Sông Mao, ga Sông Lòng Sông. Đường thủy có sông Lũy chảy qua dài 5 km nối với các xã của huyện Bắc Bình và ngay cửa sông có cảng cá tương đối lớn. Đây là cái nôi khai thác hải sản nên từ rất lâu, giao thương đã phát triển nhộn nhịp.

## Hành chính
Thị trấn Phan Rí Cửa được chia thành 21 khu phố: Thanh Giang 1, Thanh Giang 2, Song Thanh 1, Song Thanh 2, Song Thanh 3, Giang Hải 1, Giang Hải 2, Giang Hải 3, Xuân Giang 1, Xuân Giang 2, Minh Tân 1, Minh Tân 2, Minh Tân 3, Minh Tân 4, Hải Tân 1, Hải Tân 2, Hải Tân 3, Phú Thủy, Phú Hải, Phú Hòa, Phú Tân.

## Lịch sử
Sau năm 1975, Phan Rí Cửa là một xã thuộc huyện Bắc Bình.
Ngày 13 tháng 3 năm 1979, Hội đồng Chính phủ ban hành Quyết định số 104-CP. Theo đó, chuyển xã Phan Rí Cửa thành thị trấn Phan Rí Cửa.
Ngày 30 tháng 12 năm 1982, huyện Bắc Bình chia thành hai huyện Bắc Bình và Tuy Phong, thị trấn Phan Rí Cửa thuộc huyện Tuy Phong. Tuy nhiên, Phan Rí Cửa không phải là thị trấn huyện lỵ huyện Tuy Phong; trung tâm hành chính huyện đặt tại xã Liên Hương (nay là thị trấn Liên Hương).
Ngày 16 tháng 12 năm 2011, Bộ Xây dựng ban hành Quyết định số 1057/QĐ-BXD công nhận thị trấn Phan Rí Cửa là đô thị loại IV.
Đến năm 2018, thị trấn Phan Rí Cửa có diện tích 2,74 km², dân số là 39.257 người, gồm 17 khu phố.
Ngày 21 tháng 11 năm 2019, Ủy ban Thường vụ Quốc hội ban hành Nghị quyết số 820/NQ-UBTVQH14 về việc sắp xếp các đơn vị hành chính cấp xã thuộc tỉnh Bình Thuận (nghị quyết có hiệu lực từ ngày 1 tháng 1 năm 2020). Theo đó, sáp nhập toàn bộ 12,19 km² diện tích tự nhiên và 6.548 người của xã Hòa Phú vào thị trấn Phan Rí Cửa.
Đây là nơi diễn ra sự kiện cuộc biểu tình phản đối Luật đặc khu kinh tế và Luật An ninh mạng với việc vào lúc 22 giờ ngày 11 tháng 6 năm 2018, hàng chục người dân lại tràn vào trụ sở Cảnh sát PCCC tỉnh Bình Thuận đóng tại thị trấn Phan Rí Cửa để đập phá và châm lửa đốt ôtô tải của cảnh sát đang đỗ trong sân.

## Du lịch
- Tháp Chàm Pô Klông Mơnai
- Bãi biển Đồi Dương
- Bãi Ghềnh Son.